# E. W. Brown Motors
E. W. Brown Motors Pty Ltd war ein australischer Hersteller von Motorrädern und Automobilen.

## Unternehmensgeschichte
Das Unternehmen aus Melbourne war ursprünglich im Bereich Motorräder aktiv und stellte sie ab 1912 her. Der Markenname lautete EWB. 1917 begann unter Leitung von Edwin Walker Brown die Produktion von Automobilen. Der Markenname lautete Palm. Viele Teile stammten von Ford, sodass Ford gerichtlich gegen das Unternehmen vorging. 1921 endete die Automobilproduktion. Insgesamt entstanden nur wenige Exemplare.
E. W. Brown & McLelland setzte die Produktion 1922 unter dem Markennamen Renown fort.

## Fahrzeuge
Das Unternehmen bezog die mechanischen Teile aus den USA. Zusammen mit anderen Teilen wie Kotflügeln, Radkappen und Kühlergrill entstanden fertige Fahrzeuge. Sie wiesen Rechtslenkung auf. Die Ähnlichkeit zum Ford Modell T war sehr hoch. Der Preis betrug allerdings nahezu das Doppelte.